# Ngargoharjo
Ngargoharjo is een bestuurslaag in het regentschap Wonogiri van de provincie Midden-Java, Indonesië. Ngargoharjo telt 1913 inwoners (volkstelling 2010).